# GBU-12
GBU-12 Paveway II – zaliczana do broni precyzyjnego rażenia amerykańska naprowadzana laserowo bomba lotnicza serii Paveway zbudowana na podstawie bomby Mk 82.
GBU-12 została zaprojektowana dla amerykańskich sił zbrojnych jako naprowadzana laserowo bomba burząca i wprowadzona na uzbrojenie w 1976 roku. Głowicę bojową stanowi bomba ogólnego przeznaczenia Mk 82 o masie nominalnej 227 kg (500 funtów), wyposażona w półaktywną laserową głowicę naprowadzającą i powierzchnie sterowe do korygowania jej lotu. Cel musi być oświetlony zewnętrznym desygnatorem laserowym. Dokładność trafienia nie mniejsza niż 9 metrów.
Istnieją dwie generacje bomb GBU-12 – Paveway I ze stałymi statecznikami i Paveway II ze statecznikami składanymi. Ponadto Paveway II posiada następujące ulepszenia:
- obudowa i elementy optyki głowicy naprowadzającej wykonano z tworzyw sztucznych, dzięki czemu zmniejszyła się ich masa i koszt
- zwiększono czułość i o 30% kąt przeszukiwania detektora promieniowania laserowego
- skrócono czas załączania baterii termicznej po zrzuceniu bomby
- zwiększono kąty wychyleń powierzchni sterowych
- wprowadzono kodowanie wiązki laserowej

Głównymi nosicielami bomb GBU-12 są samoloty General Dynamics F-111, które zrzuciły około połowy z 4493 sztuk użytych podczas operacji Pustynna Burza. Ponadto mogą być przenoszone przez samoloty  A-6 Intruder, A-7 Corsair II, A-10 Thunderbolt II, F-14 Tomcat, F-15E Strike Eagle, F-16 Fighting Falcon, F/A-18 Hornet i B-52 Stratofortress. Ogólnie w operacji Pustynna Burza osiągnięto skuteczność 88% podczas ataków na różnego rodzaju umocnienia.